# Танаина (народ)
Танаина (также известны как денаина или кенайцы) — коренной народ Аляски, индейцы северо-атабаскской этнолингвистической группы, проживающие на территории, прилегающей к заливу Кука. Общее число представителей на 2017 год составляет 1000 человек.
Родным языком является танаина; создана письменность на латинской основе. С граничащим на востоке народом атна (рус. медновцы) танаина были близки по языку и поддерживали наиболее тесные связи.
Современные танаина обитают в посёлках на реке Стони-Ривер, озёрах Кларк и Илиамна, по берегам залива Кука (в том числе Кенай, Анкоридж), в среднем течении реки Суситна (посёлок Талкитна).

## Этнонимы
Самоназвание народа «тнайна» восходит к слову «тнай» — «человек». Современное самоназвание — dena’ina («люди», произношение: [dənʌʔɪnʌ] или [dənʌ͡ɪnʌ]), родственно самоназванию народа навахо — diné.
Русское название «кенайцы» заимствовано из языка алутиик («кинают»). Колчанами (гольцанами) русские называли и других атабасков (прежде всего танаина), иногда уточняя, что это «вторые» или «дальние колчане».

## Образ жизни

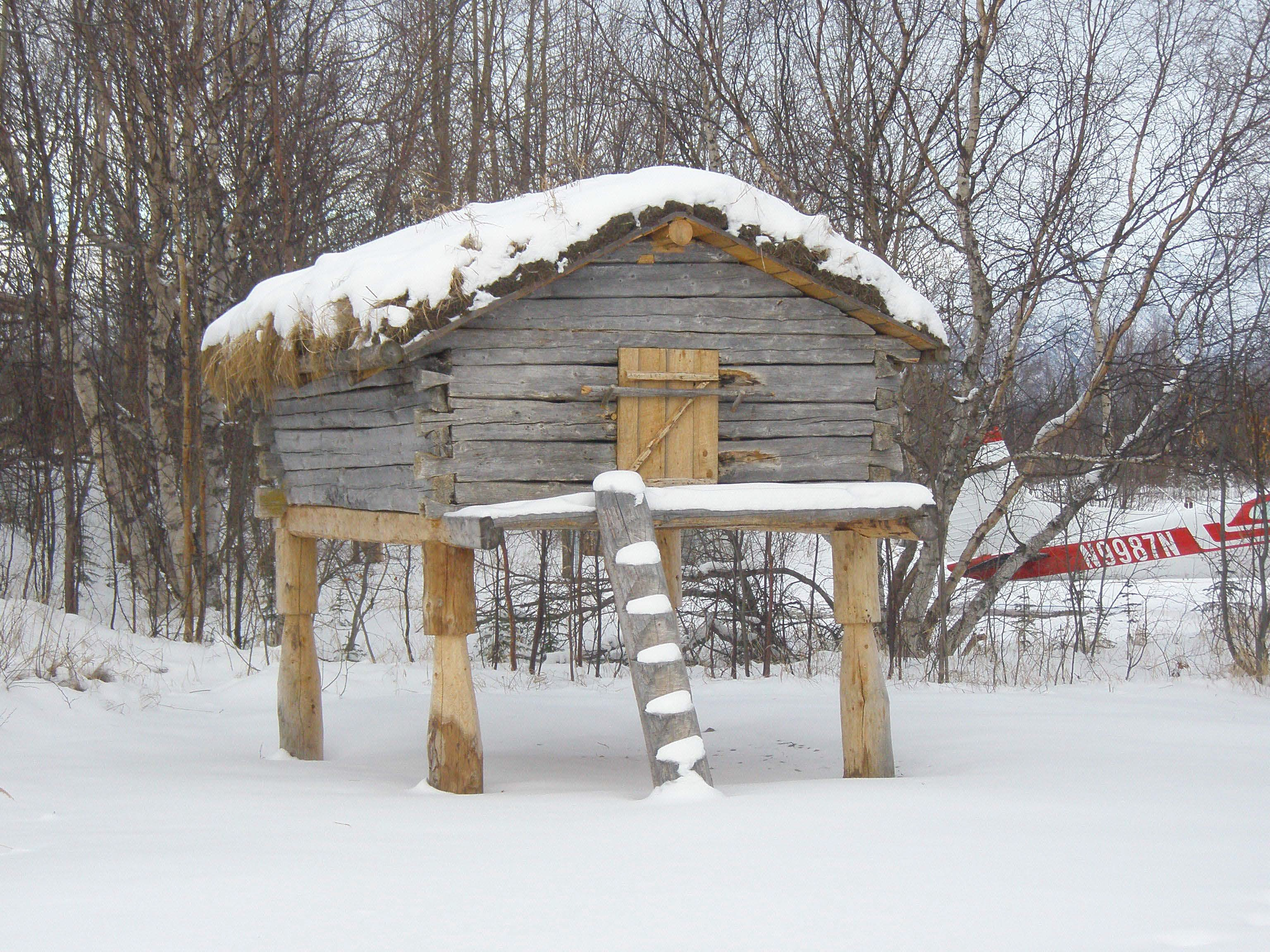
Рыбный лабаз танаина, построенный в 1920 году, Аляска

Зимнее жилище — многосемейные рублёные дома, наземные или полуземлянки, наподобие бараборы. Они были разделены на отделения по числу семей и имели несколько очагов. С краю к ним примыкали две или более небольших камер, крытых дёрном, которые обогревались раскалёнными камнями и использовались в качестве паровой бани и зимнего жилища. В рыболовецких лагерях жили в односемейных жилищах из брёвен и дёрна, на охотничьих стоянках — в хижинах из бересты или шкур (см. Вигвам).
Наряду с обычной для атапасков одеждой, имели водонепроницаемые сапоги из кожи лосося и такие же или из китовой мембраны камлейки. Прокалывали губы, вставляя лабретки, и нос.
Транспорт: зимой — снегоступы, летом — каноэ из бересты или шкур, заимствовали у эскимосов кожаные лодки каяк и умиак, при перевозке грузов использовали собак, с середины XIX века — собачьи упряжки, в XX веке — парусные и моторные лодки, с 1960-х гг. — мотонарты.

### Занятия
Занимались рыболовством (лосось: горбуша, голец) и охотой (лось, медведь, куропатка, бобр), промышляли тюленями в заливе Кука и на озере Илиамна. Специально не ходили на китов, но если тот выбрасывался на берег залива, то люди пользовались его мясом и жиром. Женщины вялили юколу, собирали ягоды, запасали икру, вываривали рыбий жир. Осенью совершали походы для промысла оленей-карибу и горных баранов. Употребляли покупную самородную медь. Жили полуоседло в зимних селениях (оседло — в заливе Качемак на полуострове Кенай), покидая их на весну-осень для рыбной ловли и охоты. Активно участвовали во внутри- и межплеменной торговле. Сокровищем и меновым эквивалентом служили раковины денталиум, позднее также бисер.
Сегодня танаина занимаются коммерческим рыболовством (на арендованных или собственных судах), работой по найму в строительстве и других отраслях, коммерческими авиаперевозками на собственных небольших самолётах, туристическими гидами (рыболовство и охота). С середины XX века часть танаина получает долю доходов от нефтедобычи. В ряде районов сохраняются традиционные занятия (у внутриматериковых танаина — охота на карибу).

## Духовная культура

### Религия
В основе традиционной религии — шаманизм. Существовали мифы о культурном герое и трикстере Вороне, циклы преданий (сукду) о сверхъестественных существах, о животных (тотемизм), охотничьи культы. Согласно верованиям танаина, человек продолжает после смерти жить в земле также, как и на земле. Различие в том, что там спят, когда на земле бодрствуют, и наоборот.
Современные танаина исповедуют, помимо анимизма (10 %), также христианство (60 %): протестантизм (60 %), католицизм (20 %), пресвитерианство (20 %), православие. 10 % танаина нерелигиозны.

### Мифология
У индейцев атабаскской этнолингвистической группы существовало поверье, что «раньше все животные были людьми» и могли понимать человеческий язык и даже говорить на нём. Однако позднее животные якобы утратили способность говорить на человеческом языке и принимать их облик. Тем не менее, индейцы считают, что некоторые животные могут понимать их язык, по причине чего некоторые охотники избегают называть промысловых животных прямым именем — это табу. У танаина особым животным была рогатая сова, которая понимала человеческий язык и своим уханьем общалась с шаманами, предсказывала погоду и предупреждала о грозящих катастрофах.

#### Миф о происхождении
По преданиям кенайцев, Ворон сотворил из различных веществ двух женщин, каждая из которых стала родоначальницей поколений. Из одного поколения вышло 6 родов: Кахгия (от крика ворона), Кали (от рыбьего хвоста), Тлахтана (от травяной циновки), Монтохтана (от заднего угла в избе), Чихеи (от краски), Нухши (упавшие с неба). Из другого поколения вышло 5 родов: Тульчина (от охоты купаться в холодной воде, когда она осенью начинает замерзать), Катлухтана (охотницы нанизывать бисер), Шшулахтана (обманщики, подобные ворону, который при сотворении людей их обманывал), Нучихги и Цальтана (от горы возле озера Скилях, близ вершины реки Коктну).

## Социальная организация
Мужчины поколения 6 родов не могут жениться в тех же родах, но обязаны выбирать жён в другом поколении. Дети причисляются к тому роду и поколению, к которому принадлежит мать. Ближайшим наследником считается дитя, рождённое сестрой; сын наследует небольшую часть от отца, поскольку ещё при жизни выбрал свою долю пищей и одеждой.
Богатые танаина владели рабами — пленными эскимосами, которых в своём языке называли «ульчна» (от «ульчага» — «невольник»). Через несколько лет рабам могла предоставляться свобода; престиж богача возрастал, если вольноотпущенник оставался с ним. Существовала кровная месть (также с войнами, когда пленных не порабощали, а за выкуп отпускали) и выкуп за убитого. Эти практики в правление Российской Империи пресекали, конфликты решали мирно после рассмотрения вопроса управляющим.

### Сватовство
Практиковался авункулокальный брак. Жених без приглашения являлся в дом избранной им невесты, топил баню, добывал пищу, таскал воду. Это продолжалось, пока его не спрашивали, кто он такой и для чего так трудится. Объявив своё желание жениться, жених оставался на целый год в доме работником. По окончании этого срока отец невесты выплачивал соразмерную плату за услугу жениха, который теперь мог увести невесту в свой дом. Свадебный обряд отсутствовал. Зажиточные мужчины имели 3—4 жены, каждая из которых вела собственное хозяйство.
Женщина при желании могла вернуться в родительский дом, затребовав выплаченные средства за работу при сватовстве. Она имела право собственности и оставляла себе все подарки и все купленные ею вещи, а муж мог при необходимости выкупить их у неё.

### Похороны
Умершего оплакивало всё поколение у разведённого огня. Хозяин дома, где собрались оплакивающие, облачался в лучшие одежды, надевал головной убор из орлиных перьев, продев через носовой хрящ орлиное перо и с вычерненным лицом являлся перед собранием петь надгробную песню. Он воспевал подвиги покойного, а остальные вторили ему, после каждого стиха били в бубен и плакали в один голос:
«Он всех смелей гонялся за белугами;

Никогда не возвращался домой без добычи;

Пойдёт ли за хребты за оленями,

Стрела его летала прямо в сердце зверя;

Встретит ли медведь в лесу,

Не упускал он ни чёрного, ни бурого!»
После церемонии глава дома раздавал между родственниками имущество покойного. Близкие друзья покойного не участвовали в церемонии оплакивания, но дарили ближайшему родственнику шкуры. Тело умершего предавали огню, а прах зарывали в землю. Последующий год ближайший родственник старался добыть по возможности много шкур, чтобы справить поминки. Он приглашал свой род и трёх приятелей, угощал их и дарил им кожи в благодарность за помощь в похоронах. Родственники танцевали, пели печальные песни, стараясь заслужить одобрение от гостей и приятелей. С этого дня упоминать имя покойного было запрещено, а ближайший родственник менял собственное имя, которым покойный звал его при жизни. За нарушение табу виновному полагалось откупиться подарком.

## Выдающие представители
- Пётр Калифорнский[англ.] (1911—1993) — писатель, этнограф;
- Элис Элисса Браун[англ.] (1912—1973) — борец за права индейцев.